# Skoczki (ptaki)
Skoczki (Neopelminae) – podrodzina ptaków z rodziny gorzykowatych (Pipridae).

## Występowanie
Podrodzina obejmuje gatunki występujące w Ameryce Południowej.

## Systematyka
Do podrodziny należą następujące rodzaje:
- Protopelma van Els, Harvey, Capurucho, Brumfield, Whitney & Pacheco, 2023 – jedynym przedstawicielem jest Protopelma chrysolophum (O.M. de O. Pinto, 1944) – skoczek bambusowy
- Tyranneutes P.L. Sclater & Salvin, 1881
- Neopelma P.L. Sclater, 1861